# Округ Монро (Мисисипи)
Округ Монро (енгл. Monroe County) је округ у америчкој савезној држави Мисисипи.

## Демографија
По попису из 2010. године број становника је 36.989, што је 1.025 (-2,7%) становника мање него 2000. године.
| Група             | 2000.          | 2010.          |
| Белци             | 25.832 (68,0%) | 24.847 (67,2%) |
| Афроамериканци    | 11.698 (30,8%) | 11.420 (30,9%) |
| Азијати           | 66 (0,2%)      | 71 (0,2%)      |
| Хиспаноамериканци | 261 (0,7%)     | 355 (1,0%)     |
| Укупно            | 38.014         | 36.989         |